# Petersberg-Prozess

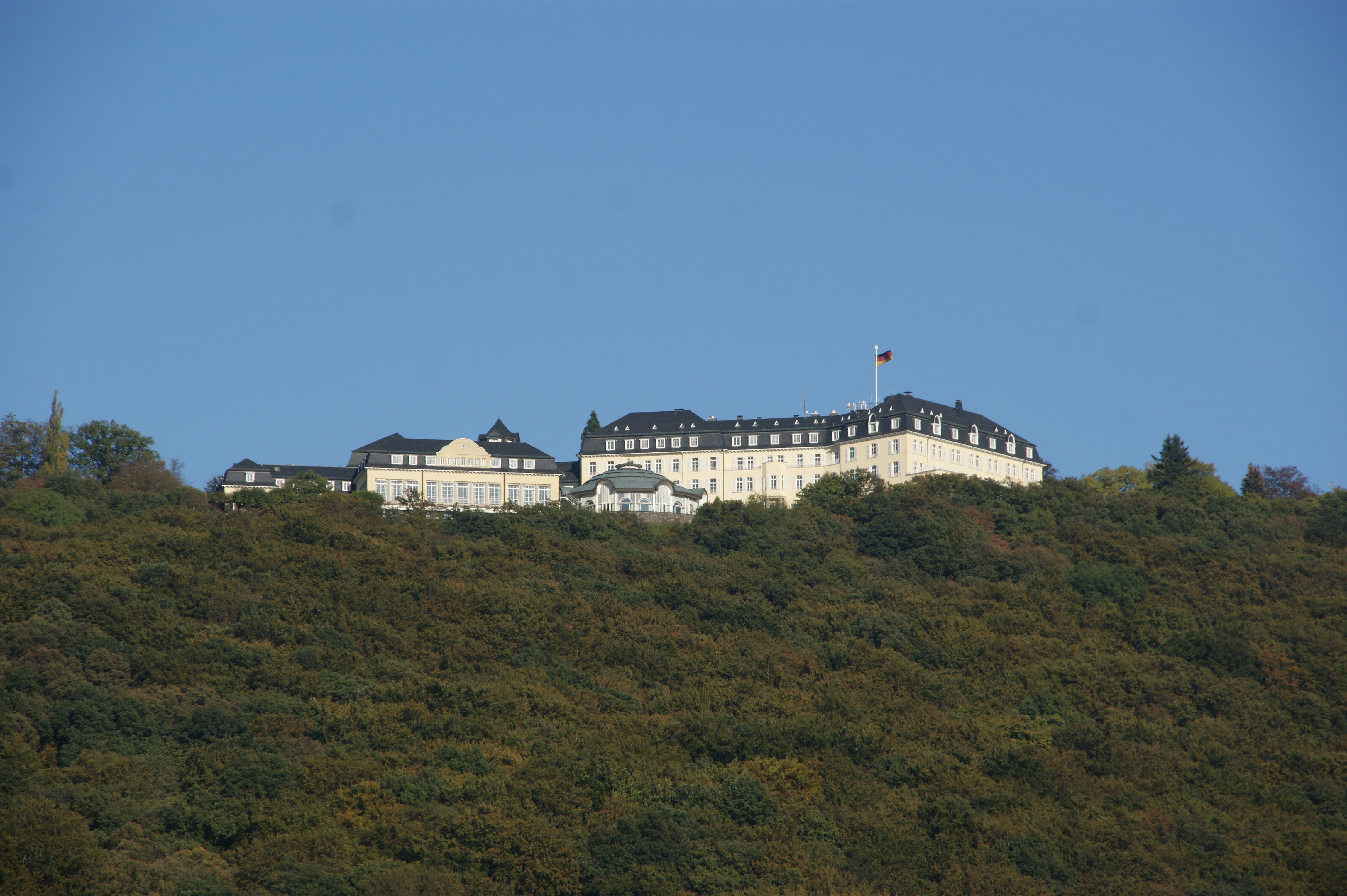
Der Petersberg in Königswinter bei Bonn

Als Petersberg-Prozess (auch Bonner Prozess, englisch Bonn Process) wird von den Vereinten Nationen die Umsetzung der am 5. Dezember 2001 in der Bonner Vereinbarung (Petersberg-Abkommen) beschlossenen Schritte zur Entwicklung geordneter und demokratischer Verhältnisse in Afghanistan bezeichnet. {{Veraltet| | |seit=2017}} Der Prozess gilt seit der Parlamentswahl in Afghanistan 2005 als abgeschlossen.

## Afghanistankonferenz 2001
Die erste Afghanistan-Konferenz auf dem Bonner Petersberg ergab einen Fünf-Punkte-Plan für die politische Übergangsphase in Afghanistan, den der Sonderbeauftragte der Vereinten Nationen für Afghanistan, Lakhdar Brahimi am 13. November 2001 dem UN-Sicherheitsrat vorlegte und den dieser am 14. November mit der Resolution 1378 bestätigte:
1. Die Vereinten Nationen rufen mit Zustimmung der Nordallianz eine internationale Konferenz ein, auf der die verschiedenen Volksgruppen Afghanistans vertreten sind. Auch die von Iran und Pakistan unterstützten Kräfte sollen dort repräsentiert sein.
2. Die Konferenz wählt einen provisorischen Rat. Ihm steht eine afghanische Persönlichkeit vor, die als „Symbol der Nationalen Einheit anerkannt ist und um die sich alle ethnischen, religiösen und regionalen Gruppen sammeln können“.
3. Der Rat schlägt eine Übergangsregierung für zwei Jahre vor, an der alle bedeutenden Volks- und Interessengruppen beteiligt sind.
4. Eine Versammlung aller Stammesführer, die so genannte Loya Dschirga, setzt die Übergangsregierung ein und beauftragt sie, eine demokratische Verfassung zu entwerfen. Zudem soll die Regierung den Weg für die ersten freien Wahlen seit 1973 ebnen.
5. Eine zweite Loya Dschirga setzt die Verfassung in Kraft und ernennt eine dauerhafte Regierung für Afghanistan.

Die Konferenz war ursprünglich am 24. November 2001 in Berlin geplant, wurde jedoch aus Sicherheitsgründen auf den Petersberg bei Bonn verlegt. Sie begann am 27. November 2001, das Abschlussprotokoll wurde am 5. Dezember 2001 unterzeichnet. 

### Konferenzteilnehmer
Auf der Konferenz waren die folgenden vier Gruppen vertreten:
- Die Nordallianz stellte elf Delegierte, ihr Verhandlungsführer war der Tadschike Junus Kanuni. Die Allianz war seit dem Sturz der Taliban durch die US-geführte internationale Koalition, deren Bodentruppen sie faktisch stellte, de facto Machthaber in Afghanistan, bei der Verteilung der Machtpositionen fiel ihr daher eine Schlüsselrolle zu. Sie nahm für sich in Anspruch, Tadschiken, Hazara und Usbeken in Afghanistan zu repräsentieren.
- Die paschtunisch geprägte Rom-Gruppe konstituierte sich im Wesentlichen aus Exilafghanen um den ehemaligen afghanischen König Mohammed Zahir, auf dessen Aufenthaltsort im Exil sich der Name Rom-Gruppe bezieht. Sie stellte ebenfalls elf Delegierte. Obwohl die als prowestlich eingeschätzte Rom-Gruppe bei der Neuverteilung der Macht in Afghanistan nur eine Zuschauerrolle im Exil einnahm, galt sie neben der Nordallianz als gewichtigste Fraktion der Konferenz.
- Die durch fünf Delegierte vertretene Peschawar-Gruppe war ein breites Bündnis meist traditioneller Paschtunen und unterstützte auch eine Einbindung gemäßigter Taliban in eine neue Regierung. Die von Pakistan gestützte Gruppe wurde geleitet von Sayed Hamed Gailani.
- Die ebenfalls durch fünf Delegierte vertretene Zypern-Gruppe spielte auf der Konferenz lediglich eine Randrolle. Sie war wie die Rom-Gruppe durch Exilpolitiker geprägt, dominierend waren Hazara mit Verbindungen in den Iran. Ihr Name leitete sich wie bei der Peschawar-Gruppe aus dem ersten Verhandlungsort ab. Der Delegationsführer Humajun Dscharir ist der Schwiegersohn von Gulbuddin Hekmatyār.

Bei der Konferenz nicht anwesend waren der Präsident der Nordallianz Burhānuddin Rabbāni, die in ihren Einflussgebieten mächtigen Warlords Abdul Raschid Dostum und Ismail Khan sowie offizielle Vertreter der Taliban.

### Ergebnis
Die Teilnehmer der Konferenz einigten sich in ihrem Abschlussdokument, der Bonner Vereinbarung, auf einen Stufenplan und folgten damit in den Grundzügen dem Fünf-Punkte-Plan der Vereinten Nationen:
- Machtübergabe an eine Interimsverwaltung am 22. Dezember 2001
- Vorübergehende Stationierung einer einem Mandat der Vereinten Nationen unterstellten internationalen Truppe, um die Sicherheit der Interimsverwaltung zu gewährleisten
- Konstituierung einer außerordentlichen Loya Dschirga, die über eine Übergangsverwaltung entscheidet, spätestens sechs Monate nach der Einsetzung der Interimsverwaltung, die damit erlischt
- Konstituierung einer verfassunggebenden Loya Dschirga spätestens 18 Monate nach dem Zusammentreten der außerordentlichen Loya Dschirga
- Demokratische Wahlen spätestens zwei Jahre nach dem Zusammentreten der außerordentlichen Loya Dschirga, um eine in vollem Umfang repräsentative Regierung zu wählen

Das Amt des Vorsitzenden der Interimsverwaltung ging an den Paschtunen Hamid Karzai. Der von vielen Beobachtern als Favorit eingeschätzte noch amtierende Präsident Rabbani beteiligte sich nicht an der neuen Regierung. Die Nordallianz konnte Schlüsselpositionen im Kabinett für sich gewinnen: Außenminister wurde Abdullah Abdullah, das Innenressort übernahm Delegationsleiter Junus Ghanuni, der neue Verteidigungsminister hieß Mohammed Fahim, ein politischer Ziehsohns Ahmad Schah Massouds. Neben der Nordallianz wurde das Kabinett hauptsächlich mit Vertretern der Rom-Gruppe besetzt.
Der Fortschritt des Demokratisierungsprozesses sollte auf weiteren Afghanistan-Konferenzen beurteilt werden.

## Weiterer Verlauf
Infolge des Abkommens erteilte der Sicherheitsrat der Vereinten Nationen mit der Resolution 1386 am 20. Dezember 2001 das Mandat für eine Internationale Sicherheitsunterstützungstruppe für Afghanistan (International Security Assistance Force, ISAF) und setzte damit die Bestimmung der Bonner Vereinbarung um. 
Die internationale Gemeinschaft wollte eine friedliche Entwicklung neben der Stationierung militärischer Kräfte in Afghanistan auch durch andere Hilfestellungen absichern. Am 21./22. Januar 2002 tagte in Tokio eine Geberkonferenz für Afghanistan, die insgesamt Wiederaufbauhilfen für Afghanistan in Höhe von 4,5 Milliarden US-Dollar zusagte.
Am 12. Juni 2002 wurde eine außerordentliche landesweite Loya Dschirga einberufen, der etwa 1.500 Delegierte beiwohnten. Sie tagte bis zum 19. Juni 2002 und bestimmte eine Übergangsverwaltung inklusive einer Übergangsregierung, der wie zuvor Hamid Karzai als Übergangspräsident vorstand. Die Übergangsverwaltung löste die bisherige Interimsverwaltung ab. 
Wiederum auf dem Petersberg bei Bonn fand am 2. Dezember 2002 eine zweite Afghanistan-Konferenz statt, auf der weiter über den Wiederaufbau des Landes beraten wurde. Dort wurden Festlegungen zur Struktur und Größe der zu schaffenden afghanischen Armee getroffen.
Ende 2003 wurde eine verfassungsgebende Loya Dschirga einberufen, die die neue afghanische Verfassung im Januar 2004 ratifizierte. Afghanistan wurde eine Islamische Republik mit einem zentralisierten Präsidialsystem und einem Zwei-Kammern-Parlament. Die Präsidentschaftswahl am 9. Oktober 2004 bestätigte Karzai als nunmehr demokratisch legitimierten Präsidenten. Er konnte 55,4 % der abgegebenen Stimmen auf sich vereinigen, es folgten Junus Kanuni mit 16,3 %, Mohammed Mohiqiq mit 11,6 % sowie Abdul Raschid Dostum mit 10 % Stimmanteil. Die übrigen Kandidaten blieben unter der 10 %-Marke.
Den Abschluss des Demokratisierungsprozesses markierten die Parlamentswahl in Afghanistan 2005, aus denen sich das erste frei gewählte afghanische Parlament seit 1973 konstituierte. Diese Wahlen sollten gemäß dem Zeitplan des Petersberger Abkommens spätestens im Juni 2004 stattfinden, mussten aber aufgrund von Verzögerungen bei der Wahlregistrierung mehrmals verschoben werden. 
Auf der internationalen Afghanistan-Konferenz in London wurde 2006 dann der erfolgreiche Abschluss des Petersberg-Prozesses festgestellt. Mit der Verabschiedung von Afghanistan Compact wurde hier ein Rahmen für die nächste Stufe internationaler Zusammenarbeit geschaffen. Er konzentriert sich im Kern auf die Unterstützung der Übernahme der eigenen Verantwortung im Lande durch die inzwischen demokratisch legitimierte afghanische Regierung.